# Patagonia revelde
Patagonia Revelde es una banda de rock de la ciudad de Rosario, Argentina, formada en el año 2001.
Con letras de fuerte compromiso social, y música que fusiona el rock con elementos del folclore, la banda tuvo un rápido crecimiento en su ciudad natal y alrededores.

## Discografía
- Humo del Tiempo (2005)
- Para bien o para mal (2007)
- Animalpalabra (fue grabado entre los meses de septiembre de 2008  y abril de 2009)
- Entre sin golpear (2014)
- Bajo el árbol de la verdad (2017)
- La sombra del sol (2018)